# Махінда Раджапакса
Махінда Раджапаксе (синг. මහින්ද රාජපක්ෂ, там. மகிந்த ராஜபக்ச, англ. Percy Mahendra 'Mahinda' Rajapaksa, народився 18 листопада 1945, Віракетія, Шрі-Ланка) — президент Шрі-Ланки з 2005 до 2015, у 2004 — 2005 роках та 26 жовтня — 16 грудня 2018 і з 21 листопада 2019 р. — прем'єр-міністр. Один з лідерів партії свободи Шрі-Ланки, що входить до Народного альянсу.

## Біографія
Народився у Південній провінції у родини юриста, обирався депутатом парламенту в
1947 — 1960 роках. За освітою також юрист (вчився у коледжі у Галле і в університеті Коломбо). 1970 року став наймолодшим в історії країни депутатом парламенту. Лівоцентрист. У 1994 — 2001 роках працював в уряді Шрі-Ланки — спочатку як міністр праці (розробив прогресивний трудовий кодекс, який було відкинуто під натиском з боку великого бізнесу), потім як міністр рибальства. У 2001—2004 роках лідер опозиції в парламенті.
Після перемоги 2004 року Народного альянсу (блок ПСШЛ і лівої націоналістичної сингальськой партії «Джаната Вімукті Перамуна» (ДВП)) на оголошених президентом Кумаратунга дострокових парламентських виборах обраний прем'єр-міністром. Його діяльність з ліквідації наслідків руйнівного цунамі 26 грудня 2004 року (див. Землетрус в Індійському океані 2004) була високо оцінена в країні та за її межами.
Обраний президентом під час виборів 17 листопада 2005 року (отримав 50,3 % голосів), призначених у зв'язку з рішенням Верховного суду Шрі-Ланки про те, що президентський термін попереднього президента Ч. Кумаратунга закінчується у грудні 2005 року. Після цього пост прем'єр-міністра зайняв Ратнасірі Вікреманаяке.
Був переобраний президентом Шрі-Ланки 27 січня 2010 року, отримавши 57,88 % голосів.
9 лютого 2010 року видав указ про розпуск парламенту та розпорядився про арешт лідера опозиції Саратха Фонсека (у вересні 2010 року військовий трибунал засудив Фонсеку до трьох років позбавлення волі за корупцію), узявши, таким чином, різкий курс на відхід від демократії у бік авторитаризму.
За результатами президентських виборів 2015 року поступився Маїтріпалі Сірісені.

## Нагороди
- Відзнака «Іменна вогнепальна зброя» (Україна, 30 червня 2010)[7]